# W. Howard Greene
Pour les articles homonymes, voir William Greene (homonymie) et Greene.
William Howard Greene, A.S.C., est un directeur de la photographie américain, né le 16 août 1895 à River Point (Rhode Island), décédé le 28 février 1956 à Los Angeles (Californie).
Il est généralement crédité W. Howard Greene (parfois William H. Greene ou Howard Greene ou encore W.H. Greene).

## Biographie
W. Howard Greene est reconnu comme un pionnier du cinéma dans le domaine de la photographie en couleur, selon le procédé Technicolor. Il débute en 1932 comme premier assistant opérateur, puis est cadreur sur Becky Sharp en 1935. À partir de cette année-là et jusqu'en 1956 (année de sa mort), comme chef opérateur, il contribue à une quarantaine de films américains (dont bon nombre en couleur, mais pas exclusivement), aux côtés des réalisateurs Michael Curtiz (ex. : La Vie privée d'Élisabeth d'Angleterre en 1939, avec Bette Davis et Errol Flynn), Arthur Lubin (ex. : Le Fantôme de l'Opéra en 1943, avec Claude Rains), ou encore William A. Wellman (ex. : Une étoile est née en 1937, avec Janet Gaynor et Fredric March), entre autres.
En 1944, il gagne l'Oscar de la meilleure photographie (partagé) pour Le Fantôme de l'Opéra (sans compter six nominations par ailleurs). En outre, deux Oscars d'honneur lui sont remis en 1937 et 1938 — voir la rubrique « Nominations et récompenses » ci-dessous —.

## Filmographie partielle

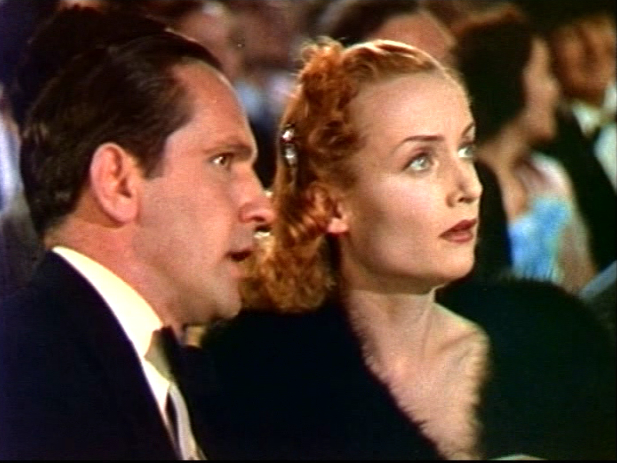
Prise de vue pour La Joyeuse Suicidée (1937) avec Fredric March et Carole Lombard.

Comme directeur de la photographie, sauf mention contraire
- 1932 : Docteur X (Doctor X) de Michael Curtiz (premier assistant opérateur)
- 1933 : Masques de cire (Mystery of the Wax Museum) de Michael Curtiz (premier assistant opérateur)
- 1935 : Becky Sharp de Rouben Mamoulian et Lowell Sherman (cadreur)
- 1935 : Legong (Legong : Dance of the Virgins) d'Henry de La Falaise
- 1936 : La Fille du bois maudit (The Trail of the Lonesome Pine) d'Henry Hathaway
- 1936 : Give Me Liberty de B. Reeves Eason (court métrage)
- 1936 : Le Jardin d'Allah (The Garden of Allah) de Richard Boleslawski
- 1936 : Kliou the Tiger d'Henry de La Falaise (documentaire)
- 1937 : La Joyeuse Suicidée (Nothing Sacred) de William A. Wellman
- 1937 : Under Southern Stars de Nick Grinde (court métrage)
- 1937 : Une étoile est née (A Star is born) de William A. Wellman
- 1938 : Les Aventures de Robin des Bois (The Adventures of Robin Hood) de Michael Curtiz (photographie en Technicolor)
- 1938 : Declaration of Independence de Crane Wilbur (court métrage)
- 1938 : Les Hommes volants (Men with Wings) de William A. Wellman
- 1939 : Le Brigand bien-aimé (Jesse James) d'Henry King
- 1939 : La Vie privée d'Élisabeth d'Angleterre (The Private Lives of Elizabeth and Essex) de Michael Curtiz
- 1940 : Les Tuniques écarlates (North West Mounted Police) de Cecil B. DeMille
- 1940 : Untamed de George Archainbaud
- 1941 : Les Oubliés (Blossoms in the Dust) de Mervyn LeRoy
- 1941 : Le Retour du proscrit (The Shepherd of the Hills) d'Henry Hathaway
- 1942 : Le Livre de la jungle (Jungle Book) de Zoltan Korda
- 1942 : Les Mille et Une Nuits (Arabian Nights) de John Rawlins
- 1943 : Salute to the Marines (en) de S. Sylvan Simon
- 1943 : Le Fantôme de l'Opéra (Phantom of the Opera) d'Arthur Lubin
- 1944 : Ali Baba et les Quarante Voleurs (Ali Baba and the Forty Thieves) d'Arthur Lubin
- 1944 : Caravane d'amour (Can't Help Singing) de Frank Ryan
- 1944 : La Fière Tzigane (Gypsy Wildcat) de Roy William Neill
- 1944 : Le Signe du cobra (Cobra Woman) de Robert Siodmak
- 1944 : La Passion du docteur Hohner (The Climax) de George Waggner
- 1945 : Les Amours de Salomé (Salome where she danced) de Charles Lamont
- 1946 : Night in Paradise d'Arthur Lubin
- 1947 : La Belle Esclave (Slave Girl) de Charles Lamont
- 1947 : Taïkoun (Tycoon) de Richard Wallace
- 1947 : Les Pirates de Monterey (Pirates of Monterey) de Alfred L. Werker
- 1949 : Le Chat sauvage (The Big Cat) de Phil Karlson
- 1950 : La Vallée du solitaire (High Lonesome) d'Alan Le May
- 1951 : Al Jennings of Oklahoma (it) de Ray Nazarro
- 1951 : Le Choc des mondes (When Worlds collide) de Rudolph Maté
- 1952 : Le Proscrit (The Brigand) de Phil Karlson
- 1953 : Le Pirate des sept mers (Raiders of the Seven Seas) de Sidney Salkow
- 1953 : The Girls of Pleasure Island d'Alvin Ganzer et F. Hugh Herbert
- 1953 : Tempête sur le Texas (en) (Gun Belt) de Ray Nazarro
- 1955 : Le Souffle de la violence (The Violent Men) de Rudolph Maté

## Distinctions
- Oscar de la meilleure photographie :
  - En 1940, catégorie couleur, pour La Vie privée d'Élisabeth d'Angleterre (nomination, partagée avec Sol Polito) ;
  - En 1941, catégorie couleur, pour Les Tuniques écarlates (nomination, partagée avec Victor Milner) ;
  - En 1942, catégorie couleur, pour Les Oubliés (nomination, partagée avec Karl Freund) ;
  - En 1943, catégorie couleur, pour Les Mille et Une Nuits (nomination, partagée avec Milton R. Krasner et William V. Skall), et pour Le Livre de la jungle (nomination) ;
  - En 1944, catégorie couleur, pour Le Fantôme de l'Opéra (gagné ; partagé avec Hal Mohr) ;
  - Et en 1952, catégorie couleur, pour Le Choc des mondes (nomination, partagée avec John F. Seitz).
- Oscar d'honneur décerné :
  - En 1937, pour Le Jardin d'Allah (partagé avec Harold Rosson) ;
  - Et en 1938, pour Une étoile est née.